# Station Sunderland
Sunderland is een spoorwegstation van National Rail in de stad Sunderland, gelegen in het Engelse district City of Sunderland. Het station is eigendom van Network Rail en wordt beheerd door Northern Rail.